# Rossioglossum insleayi
Rossioglossum insleayi är en orkidéart som först beskrevs av John Gilbert Baker och John Lindley, och fick sitt nu gällande namn av Leslie Andrew Garay och George Clayton Kennedy. Rossioglossum insleayi ingår i släktet Rossioglossum och familjen orkidéer. Inga underarter finns listade i Catalogue of Life.

## Bildgalleri

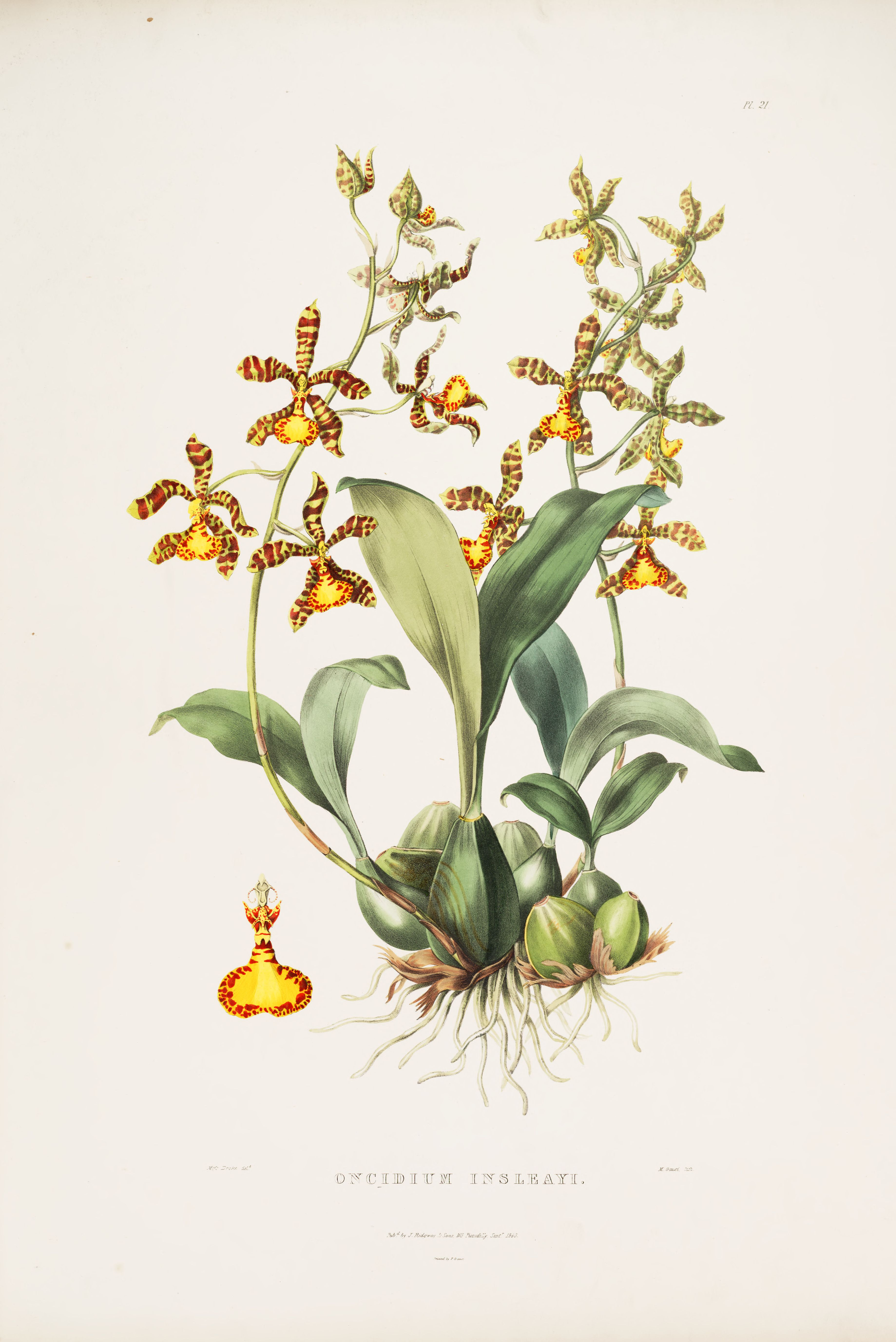
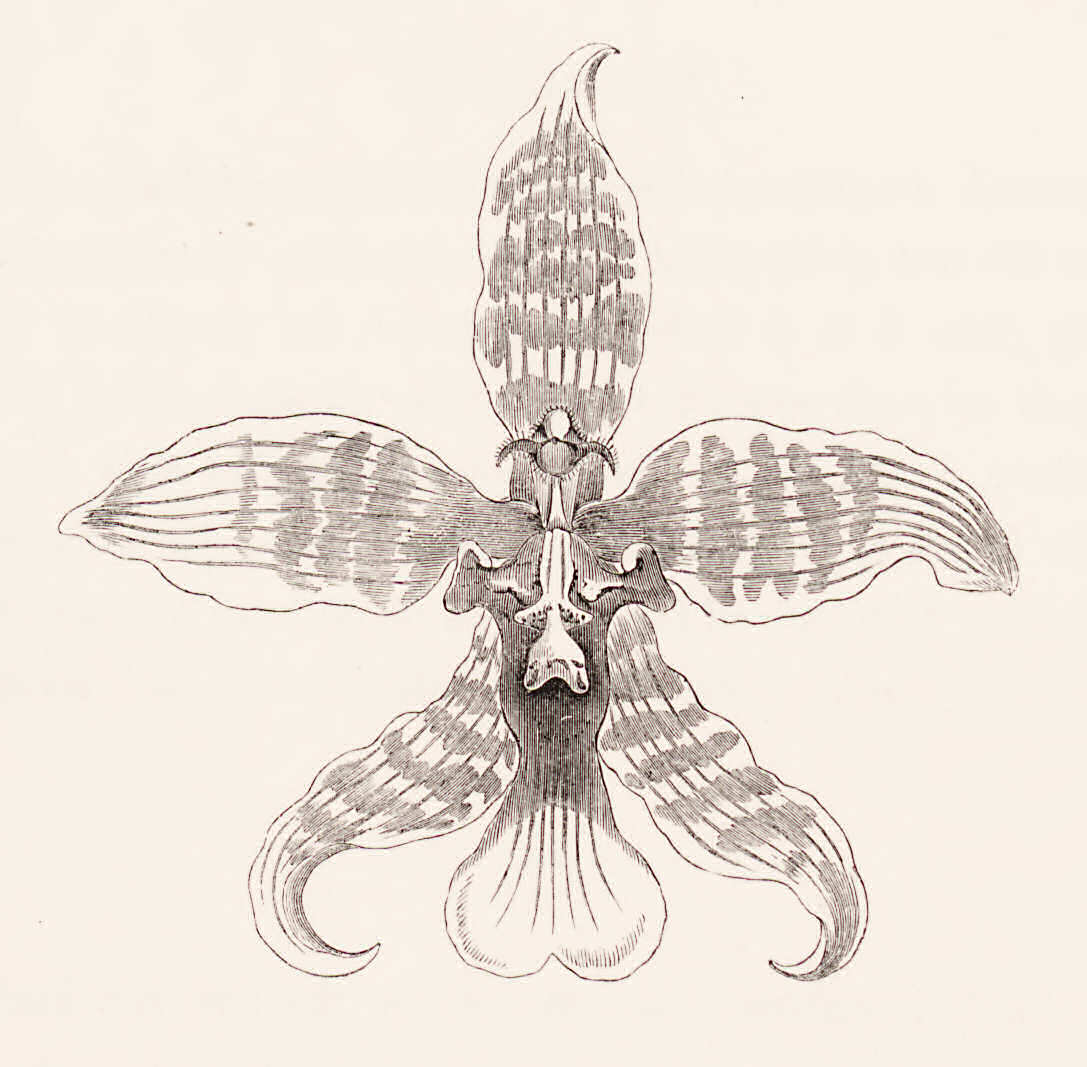